# Elämän jatko
Elämän jatko (Livet fortsätter) är en romansvit på kvänska av den norske författaren Alf Nilsen-Børsskog. Denna romansvit, och en senare utgiven bok av samma författare, är de enda skönlitterära prosaböckerna som utgivits på kvänska.
Romansviten Elämän jatko (Livet fortsätter) består av fyra böcker, varav de tre första utkom under Alf Nilsen-Børsskogs levnad 2004–2011 och den fjärde postumt 2015.
- Kuosuvaaran takana ("Bakom Kuosuvaara"), 2004
- Aittiruto, 2008
- Rauha ("Fred"), 2011
- Viimi vuoðet, (2015)

Ingen av böckerna har kommit ut i översättning till annat språk.

## Handling
Romanerna börjar utspela sig under den tyska ockupationen av Norge under slutet av andra världskriget, under hösten 1944 och vintern 1945. Det är då svårt för befolkningen i Børselv i Finnmark att överleva. De tar sin tillflykt till omgivningarna av berget Kuosuvaara och sätter upp torvkåta att bo i. Där måste de till stor del ta sig fram med vad naturen erbjuder i matväg. Berättelsen visar att ju svårare förhållandena är, ju starkare blir gemenskapskänslan i den kvänska gruppen. 
I den andra romanen Aittiruto har de flyktande kommit till Aittiruto, där de möter samerna Elli och Piera och stannar över vintern, en dyster, lång och mörk tid. Men optimismen stiger när naturen åter vaknar upp på våren.
I den tredje delen, Rauha (Fred), utspelar sig handlingen efter kriget. Tillbaka i det nedbrända Børselv är livet förändrat, osäkerheten stor och nöden omfattande.
I den avslutande delen reser Are runt utomlands och letar efter ett liv i harmoni.

## Varhaiset vuođet
I en femte roman, Elämän alku - Varhaiset vuođet ("Livets begynnelse - De tidiga åren"), är handlingen lagt till 1930-talet och fram till det tyska överfallet i april 1940. Huvudpersonen Are, som också är romanseriens huvudperson, växer upp i Børselv med två språk och i intensiv kontakt med naturen.
Den 9 april 1940 berättar skolans lärare för eleverna att landet är i krig. Många unga män flyr därefter till berget bakom Kuosuvaara för att undgå att tvångsrekryteras som soldater.